# Chris Fridfinnson
Kristmundur N. Fridfinnson, dit Chris Fridfinnson, (né le 14 juin 1898 à Baldur au Canada — mort le 10 novembre 1938 à Winnipeg) est un ancien joueur canadien de hockey sur glace qui évoluait au poste d'attaquant.

## Carrière
Fridfinnson participe à la saison 1919-1920 amateur de hockey sur glace avec les Falcons de Winnipeg qui remportent la Coupe Allan. Cette victoire lui permet avec son équipe de participer au premier tournoi de hockey sur glace olympique, les canadiens décidant d'envoyer l'équipe vainqueur de la Coupe Allan pour représenter leur pays plutôt qu'une sélection des meilleurs joueurs. Fridfinnson est alors le seul remplaçant de l'équipe, capable d'évoluer à plusieurs postes. Lors de la finale contre la Suède, il remplace Allan Woodman au poste de rover et marque le deuxième but de son équipe. Ce but, qui sera son seul but du tournoi, est le but gagnant, le Canada remportant le match 12-1 et ainsi la première médaille d'or olympique de l'histoire du hockey sur glace.

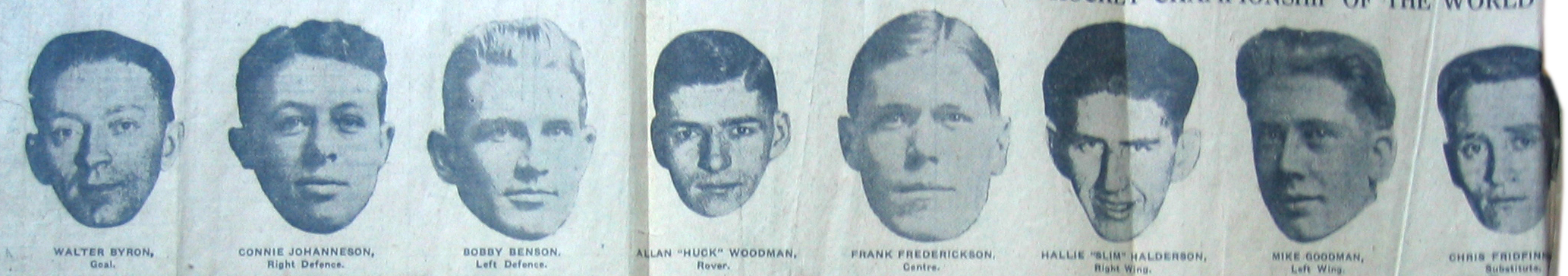
L'équipe des Falcons de Winnipeg, médaille d'or olympique en 1920.
De gauche à droite : Byron - Johannesson - Benson - Woodman - Fredrickson - Halderson - Goodman - Fridfinnson

Il continue sa carrière amateur jusqu'en 1929. En 1930, il devient entraîneur de l'équipe de l'Université de l'Alberta, à Edmonton mais, tombé sérieusement malade en 1931, il arrête cette seconde carrière et retourne à Winnipeg où il meurt en 1938.

## Honneurs et récompenses
- 1920 : Coupe Allan
- 1920 :  Jeux olympiques